# Kate Perugini

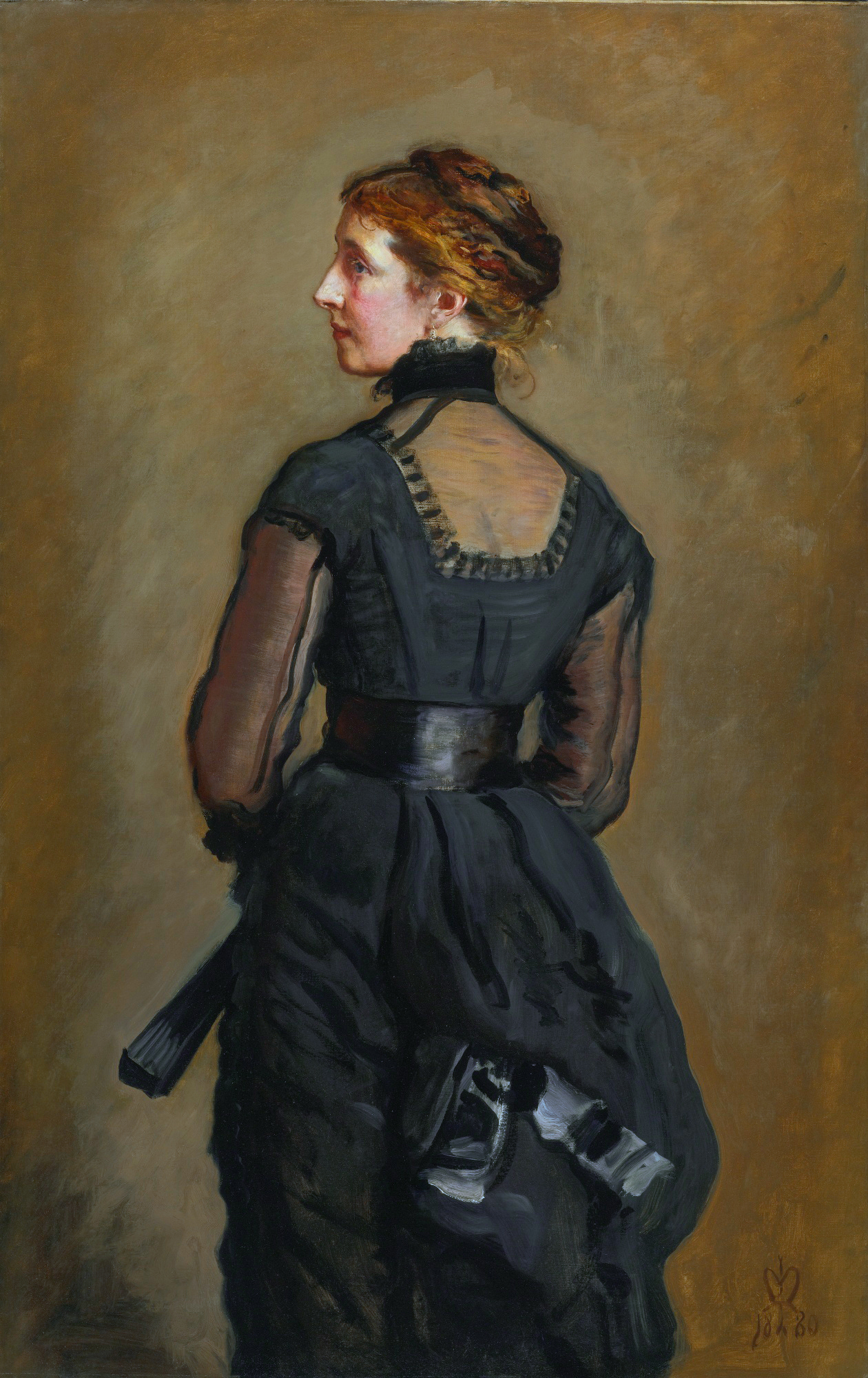
Portrait de Mme Kate Perugini (1880) par John Everett Millais

Catherine Elizabeth Macready Perugini, née Dickens le 29 octobre 1839 à Londres et morte le 9 mai 1929 dans la même ville, est une peintre anglaise de l'époque victorienne et la fille de  Catherine Thompson Hogarth et de Charles Dickens.

## Biographie
Kate Perrrugini nait le 29 octobre 1839 sous le nom de Catherine Dickens. Ses parents sont Catherine Dickens et Charles Dickens. Elle est surnommée Kate ou Katey, et est la plus jeune fille survivante du couple et, selon ses frères et sœurs, l'enfant préféré de son père. Charles Dickens l'aurait nommée d'après son ami, l'acteur William Macready. Lorsqu'elle est jeune fille, elle porte également le surnom de Lucifer Box pour son tempérament bouillant.
Enfant, elle voyage beaucoup avec sa famille et joue dans les productions théâtrales amateurs élaborées de son père, notamment la représentation en 1857 de The Frozen Deep de Wilkie Collins devant la reine Victoria. En 1858, ses parents se séparent et les enfants restent avec leur père. La raison de cette séparation n'est pas claire, mais les rumeurs se concentrent sur la relation étroite entre Charles Dickens et Ellen Ternan, une actrice de plusieurs années sa cadette, et/ou Georgina Hogarth.

### Carrière
À l'âge de 12 ans, Kate Dickens commence à étudier l'art au Bedford College, le premier établissement d'enseignement supérieur pour les femmes en Grande-Bretagne. Elle devient une peintre à succès de portraits et de peintures de genre, collaborant parfois avec son mari Charles Perugini. Kate cherche à se distinguer de son père, refusant d'être associée uniquement à sa renommée.
Portraitiste, elle commence à exposer ses œuvres aux salons de la Royal Academy en 1877. Elle expose également régulièrement ses œuvres à la Society of Watercolour Painters et à la Society of Lady Artists. Kate Perugini envoie trois œuvres à la Grosvenor Gallery entre 1880 et 1882. L'une, intitulée Civettina (1880), est une peinture de genre italienne représentant le portrait en demi-longueur d'une jeune fille de profil, dos au spectateur, comme dans son propre portrait par Millais. Kate Perugini expose ses œuvres au Palace of Fine Arts et au Woman's Building lors de l'Exposition universelle de 1893 à Chicago, dans l'Illinois.
Kate Perugini est particulièrement connu pour ses portraits d'enfants, notamment : Une petite femme (1879), Nourrir les lapins (1884), Dorothy de Michele (1892) Un marchand de fleurs.

## Portrait de John Everett Millais
En 1880, Sir John Everett Millais l'a peinte dans l'un de ses « portraits les plus frappants ». Il est exposé lors de l'exposition d'été de la Grosvenor Gallery en 1881. Cette peinture représente Kate Perugini debout, dos au peintre, mais profilant ses traits distinctifs. Le portrait de Kate Perugini, également exposé à la Grosvenor Gallery, est un cadeau de mariage de John Everett Millais, présenté lors du mariage de Kate Perrugini avec Charles Perugini. Il s'agit d'un exemple du dernier style de portrait de John Everett Millais, plus libre, plus luxuriant et plus proche de l'esquisse que du naturalisme de la Confrérie préraphaélite. En montrant le tableau au Grosvenor, « Perugini se présente comme faisant partie d'une famille cultivée, éduquée et artistique ». John Everett Millais l'avait précédemment utilisée comme modèle pour sa peinture The Black Brunswicker (1860).

## Galerie

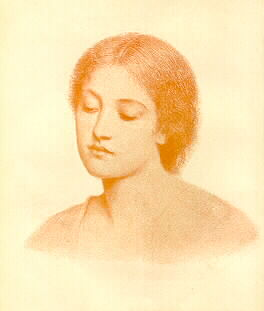
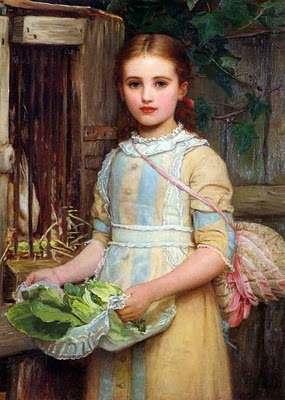
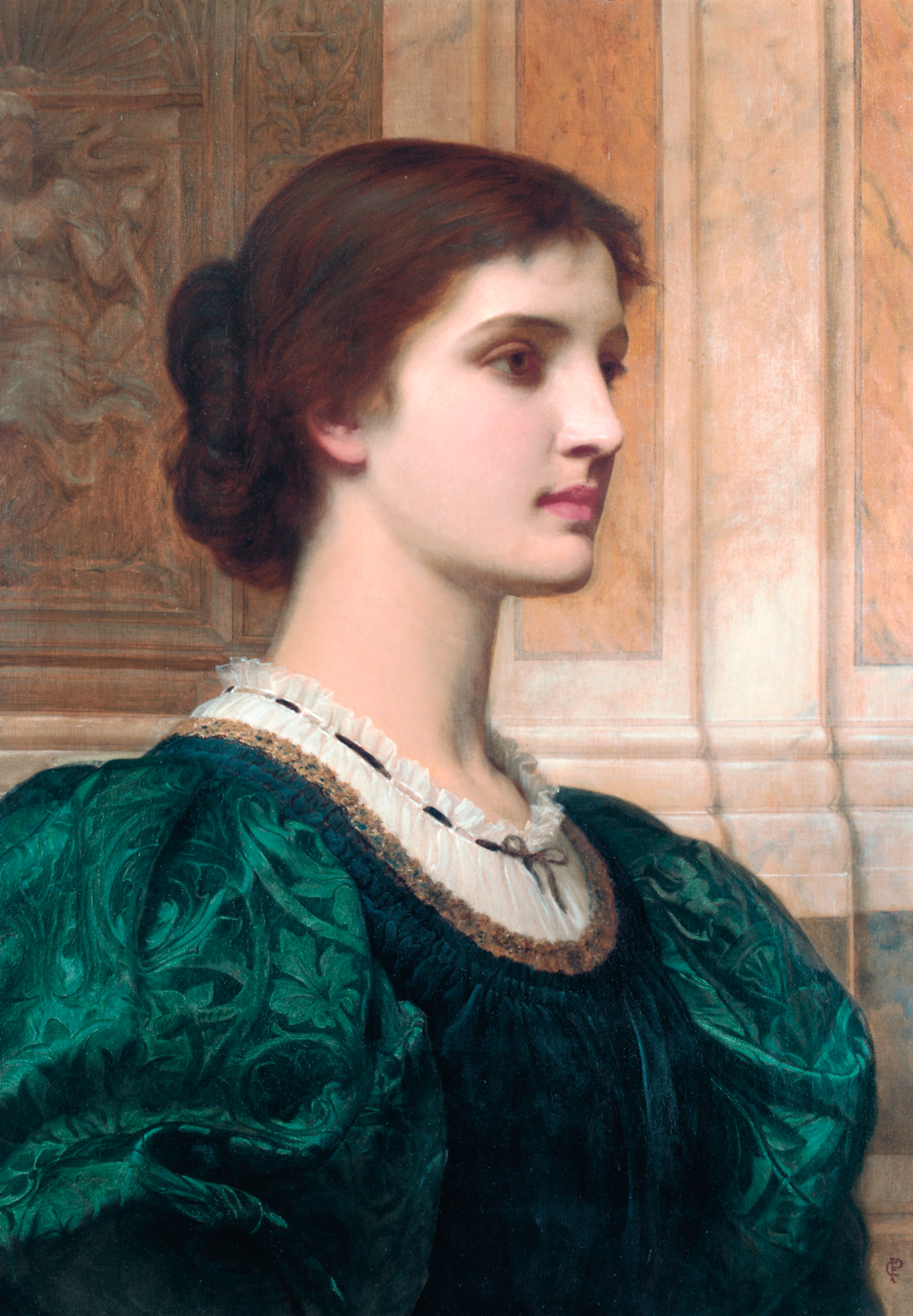
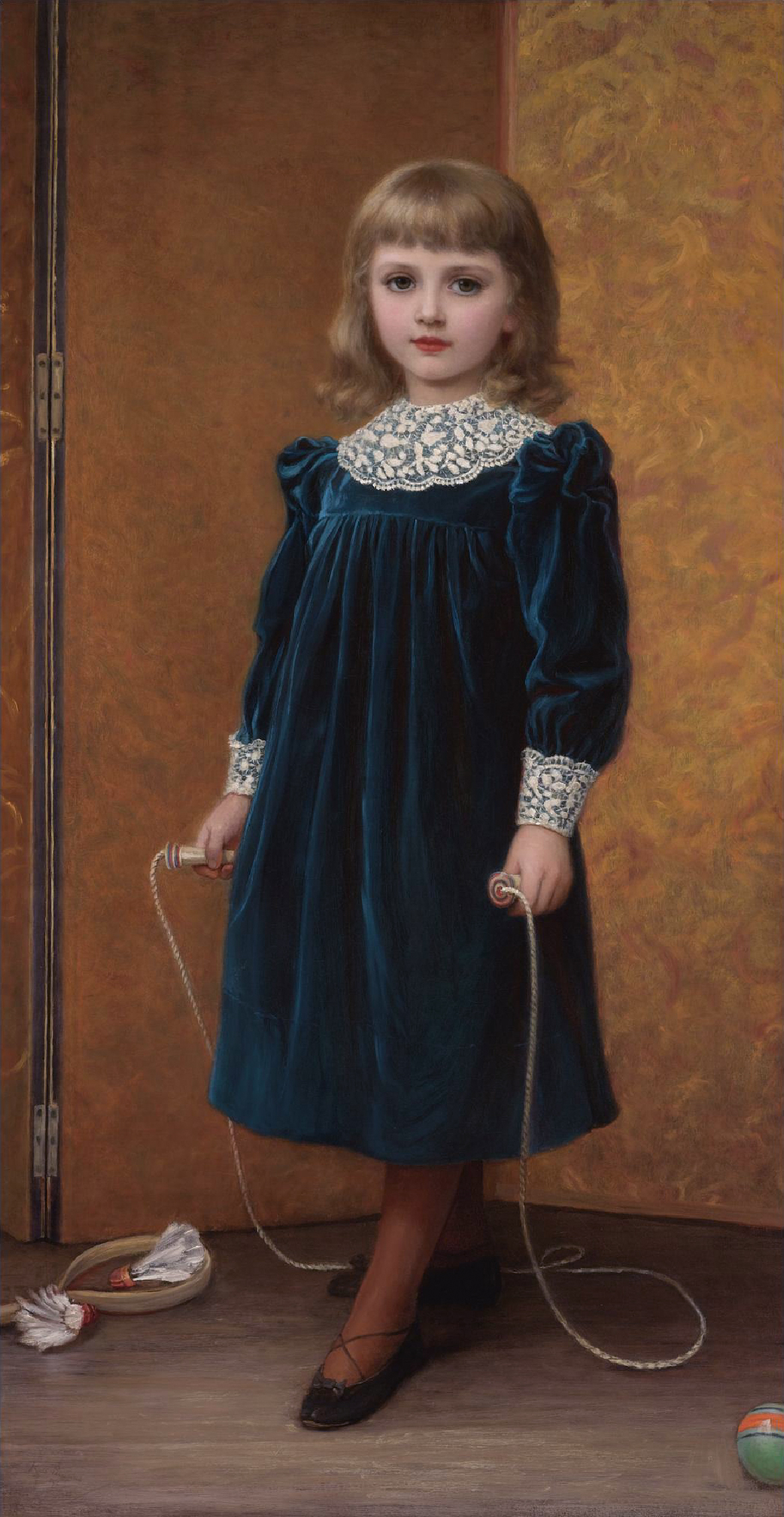

## Vie privée
Son premier mari est l'artiste et auteur Charles Allston Collins, frère cadet de Wilkie Collins ; le mariage a lieu le 17 juillet 1860. Kate Perugini aurait une liaison avec Valentine Prinsep lors de son mariage avec Wilkie Collins. Après sa mort d'un cancer en 1873, Kate épouse un autre artiste, Charles Edward Perugini. Le couple se marie en secret en 1873, puis a  une cérémonie officielle en 1874. Elle et Charles Edward Perugini ont un enfant, Leonard Ralph Dickens Perugini. Il meurt le 24 juillet 1876, à l'âge de sept mois. Les Perugini  sont actifs dans la société artistique et entretiennent des amitiés avec JM Barrie et George Bernard Shaw, entre autres célébrités de leur époque. Comme son premier mari, elle poursuit des activités littéraires parallèlement à la peinture,,.
Kate est la principale source d'informations utilisée par la biographe Gladys Storey pour son livre Dickens and Daughter, qui révèle la liaison de Dickens avec l'actrice Ellen Ternan. Les partisans de Charles Dickens  attaquent le livre comme n'étant pas fiable, en particulier les passages concernant Ellen Ternan et la naissance d'un enfant. Cependant, George Bernard Shaw écrit au The Times Literary Supplement pour dire que Kate lui avait tout dit dans le livre quarante ans auparavant.
Charles Perugini meurt en 1918 et est inhumé aux côtés de son petit garçon. Kate survit à son mari pendant dix ans, mourant à l'âge de 89 ans. L'une des causes de décès figurant sur son certificat de décès est « l'épuisement ».